# Otzoloapan
Otzoloapan è un comune del Messico, situato nello stato di Messico.